# مرغ شاندونگ
مرغ شاندونگ (نام علمی: Shandongornis) نام یک سرده از زیرخانواده قرقاولیان است.